# Segodnja
Segodnja (russisk: Сегодня, dansk: I dag) er en russisksproget, ukrainsk tabloidavis der udgives i Kyiv. Avisen kom første gang på gaden i 1997. Efter avisen Fakti i kommentari er Sevodnja Ukraines næststørste med en abonnentbase på over 700.000.
På trods af at Segodnja udgives i Kyiv, er den kædet sammen med politiske og forretningsinteresser i Donbass og ejes af den ukrainske oligark Rinat Akhmetovs Ukraina Media Group. Avisen støttede den tidligere præsident Viktor Janukovitj. Siden Orangerevolutionen er støtten dog blevet noget mere afdæmpet. Segodnja er medlem af avissammenslutningen UAPP.